# 長沙医学院
長沙医学院（英語: Changsha Medical University）は、中国湖南省長沙市望城区に本部を置く中国の私立大学。1989年創立、2005年大学設置。
大学の略称は長医。2019年10月時点では、学校の面積は1145余畝、生徒数23646人、本科生19487人、外国留学生332人、教職員1758人。

## 概要
長沙医学院の起源は、財団法人何彬生が設立した湘南中等衛生職業技術学校。1996年、「湘南衛生中等専業学校」と改称。 1999年、名称を湘南医学高等専科学校に変更。2001年、校本部を長沙に移転。2005年、名称を長沙医学院に変更。

## 基礎データ
- 所在地
  - 長沙市（校本部）
  - 衡陽市

- 校訓
  - 「厚徳、博学、儲能、求真」

- 校歌
  - 「長沙医学院校歌」。何彬生作詞·馬学文作曲[2]。

## 組織
「学院」も「系」も日本の大学の学部にほぼ相当する。「学部」は「学院」と「系」の上の編成で、実体はなく、日本の「学部」とは位置付けが異なっている。妙訳がないのでそのまま記す。
- 第一臨床学院
- 護理学院
- 基礎医学院
- 中医学院
- 医学検験系
- 薬学院
- 公共衛生学院
- 口腔医学院
- 医学影像系
- 外語系
- 管理系
- 計算機系
- 体育教研部
- 思政教研部
- 国際教育学院
- 継續教育学院

## 附属機関
- 長沙医学院図書館 - 蔵書数は全館合計で約168万冊

## 附属病院
- 長沙医学院附属医院
- 長沙医学院附属第一医院

## 大学の人物一覧

### 教授
- 学長と財団法人：何彬生
- 党委書記：魏仁忠
- 呉階平（中国科学院、中国工程院院士。已逝去。）